# Johannes Vollebregt
Johannes (Josephus) Vollebregt  (Maassluis, gedoopt 21 mei 1793 - 's-Hertogenbosch, 17 mei 1872) was een Nederlands orgelbouwer. Zijn doop- en trouwakte in respectievelijk Maassluis en Schiedam meldden alleen Johannes als voornaam; zijn verklaring van overlijden meldt de naam Johannes Josephus Vollebregt (J.J. Vollebregt).

## Levensloop
Hij was zoon van Jacobus Vollebregt en Cornelia  Gijling, die hem op 21 mei 1793 lieten dopen binnen de Rooms Katholieke Gemeente Kerk in Maassluys. Zijn familie verhuisde in 1800 naar Vlaardingen, waar hij later werkte als orgelbouwer en meubelmaker. Op 3 april 1818 trouwde hij met Anna Maria van den Tempel, afkomstig uit Schiedam, alwaar het echtpaar zich vestigde. Het was een gemengd huwelijk: Johannes was katholiek en Anna was hervormd. Omstreeks 1820 verhuisde het echtpaar naar Rotterdam, waar Johannes voornamelijk het vak van meubelmaker beoefende. Omstreeks 1827 gingen zij weer naar Vlaardingen en in 1830 naar Schiedam.
Op 18 april 1841 overleed Anna, vijf kinderen achterlatend. Vanaf 1839 bekwaamde Johannes zich in het vak van orgelmaker. Hij ging in de leer bij de bouwers Lohman, Bätz en Naber. In 1845 vertrok hij naar Noord-Brabant en wel naar Waalwijk. In deze provincie werden veel katholieke kerken gebouwd, wat voor een orgelmaker een goede boterham betekende. In 1846 presenteerde hij zich als meester orgelbouwer. In 1847 vestigde het gezin zich in 's-Hertogenbosch. Ook Johannes' zoon, Jacobus Vollebregt, was intussen als orgelbouwer actief.

## Werk
Vader en zoon Vollebregt hebben 37 nieuwe orgels vervaardigd. Vele daarvan zijn later rigoureus omgebouwd en weinige verkeren nog in de originele staat. Het eerste Vollebregt-orgel stamt uit 1846 en bevindt zich tegenwoordig te Sleen. Orgels met een neoclassicistische orgelkast bevinden zich in de Sint-Servatiuskerk te Erp (1848), in Gemonde, de Sint Catharinakerk te 's-Hertogenbosch (1851), Zevenbergen en de Johannes de Doperkerk te Kaatsheuvel. Voorts zijn er Vollebregt-orgels in de Sint-Odulphuskerk te Best (1852), de Sint-Genovevakerk te Breugel (1854), de Hervormde kerk van Besoyen (1857), de Geertruidskerk te Geertruidenberg (1861) en de Opstandingskerk te Wissenkerke (1862).

## Fotogalerij

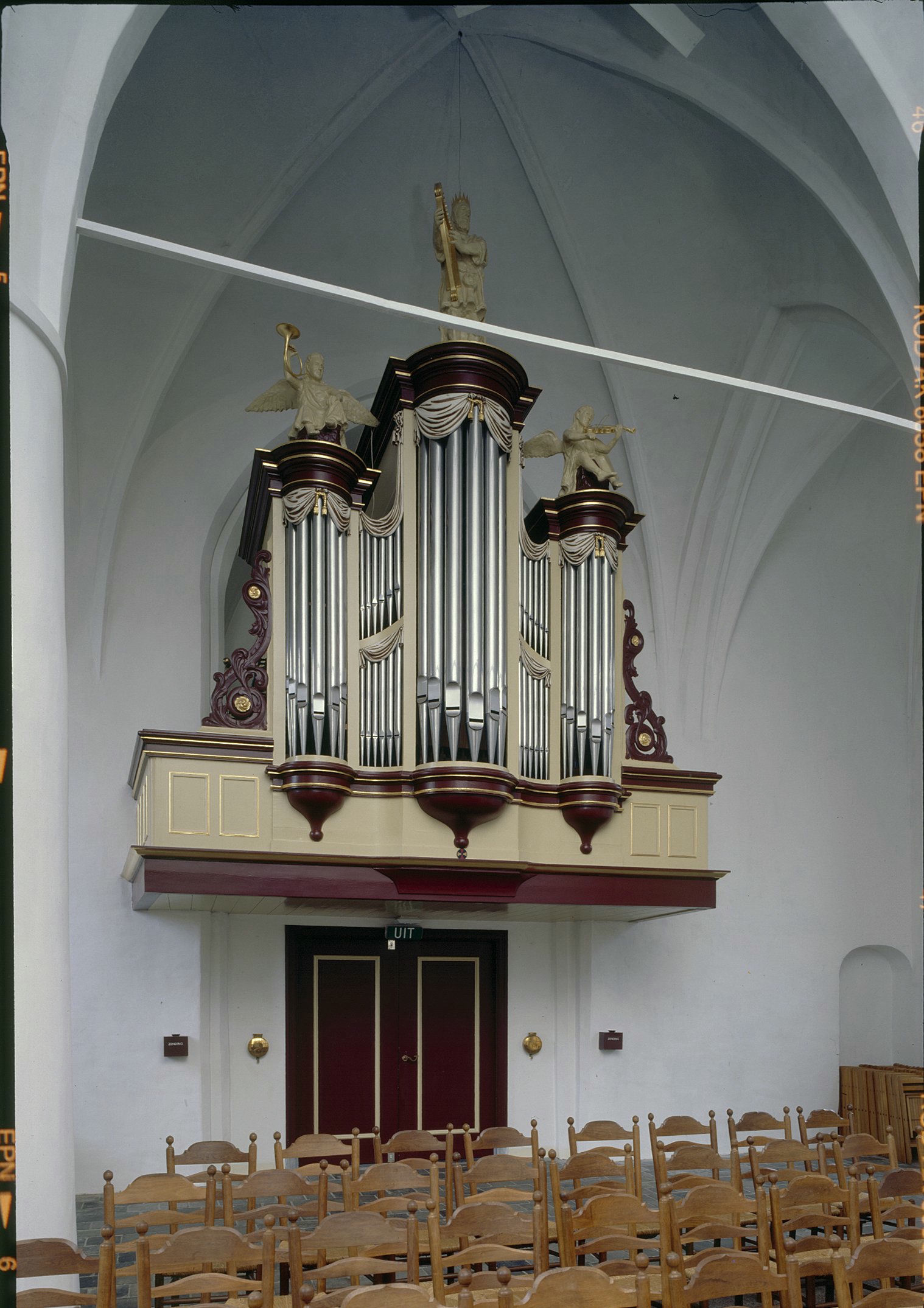
Het Vollebregt-orgel uit 1846 in de Hervormde Kerk te Sleen
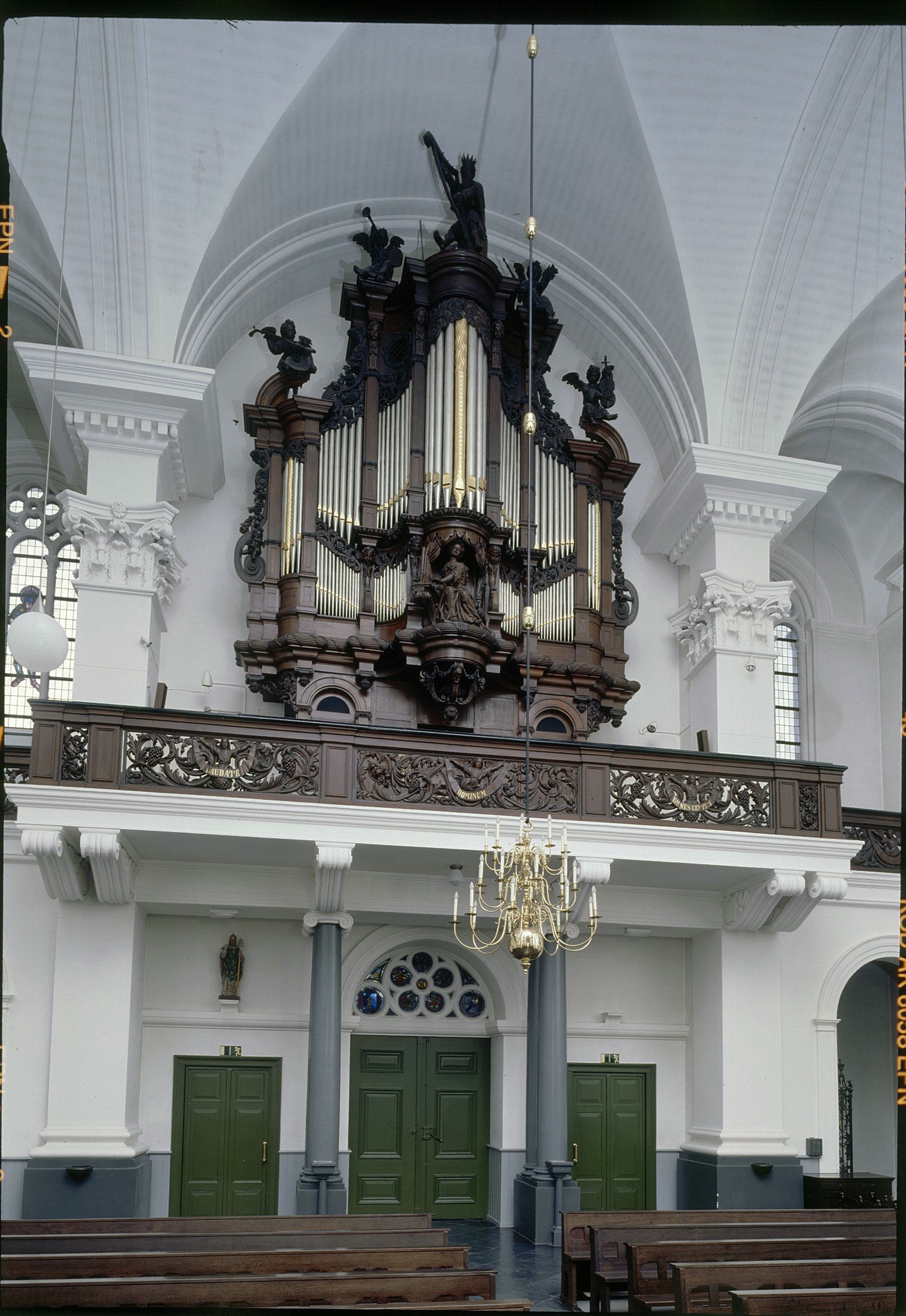
Het Vollebregtorgel uit 1848 in de Sint-Servatiuskerk te Erp
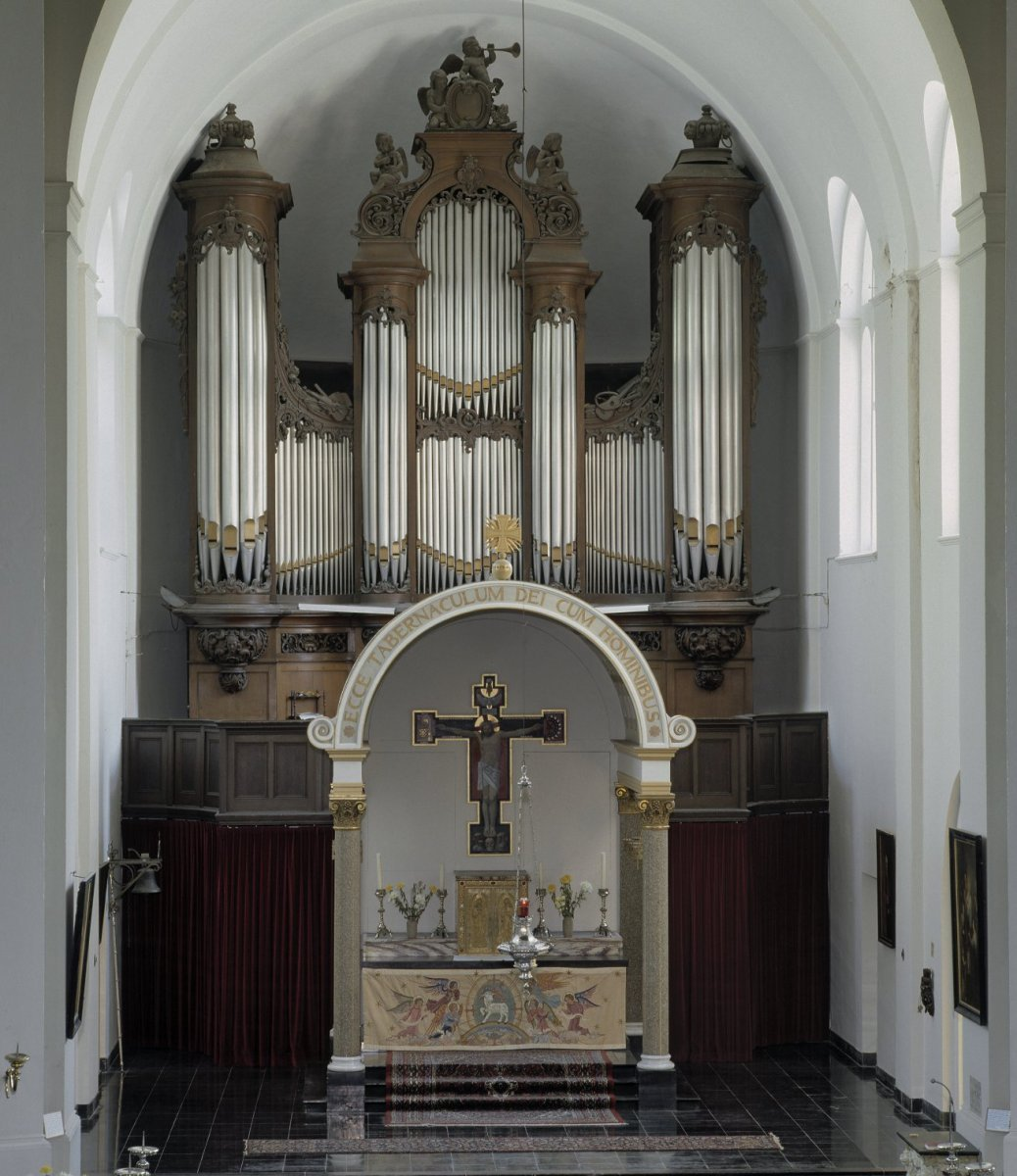
Het Vollebregtorgel uit 1851 in de Sint-Catharinakerk ('s-Hertogenbosch)
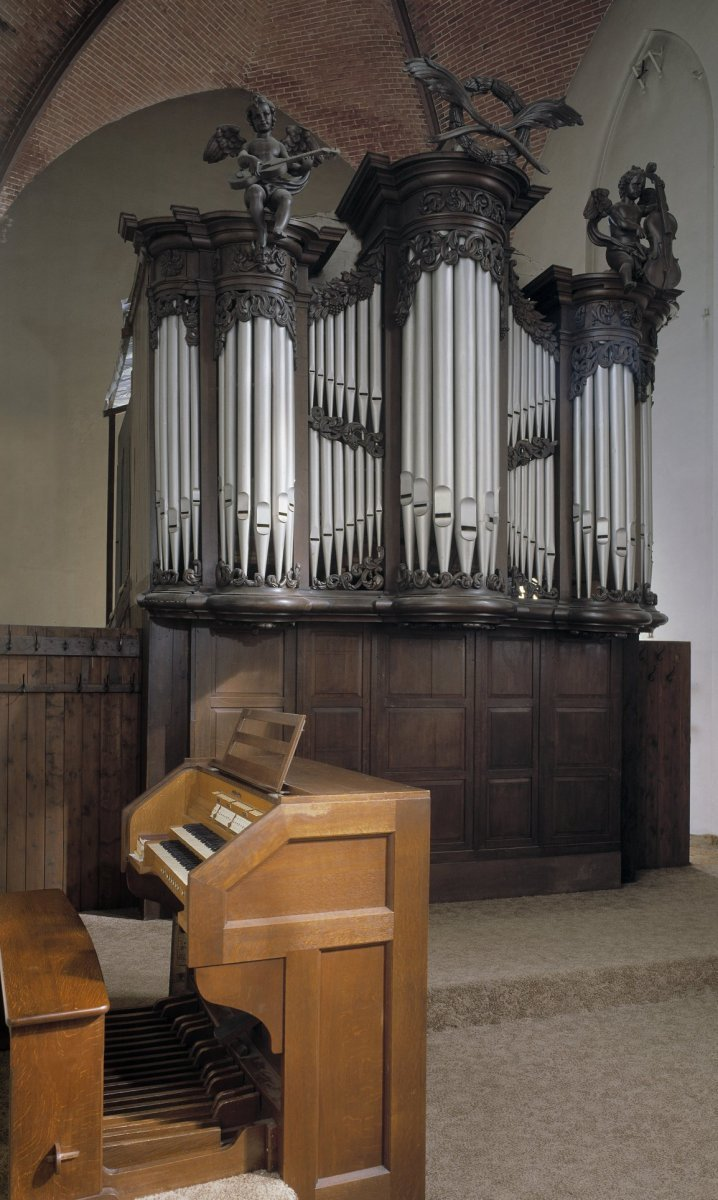
Het Vollebregtorgel uit 1852 in de Sint-Odulphuskerk te Best
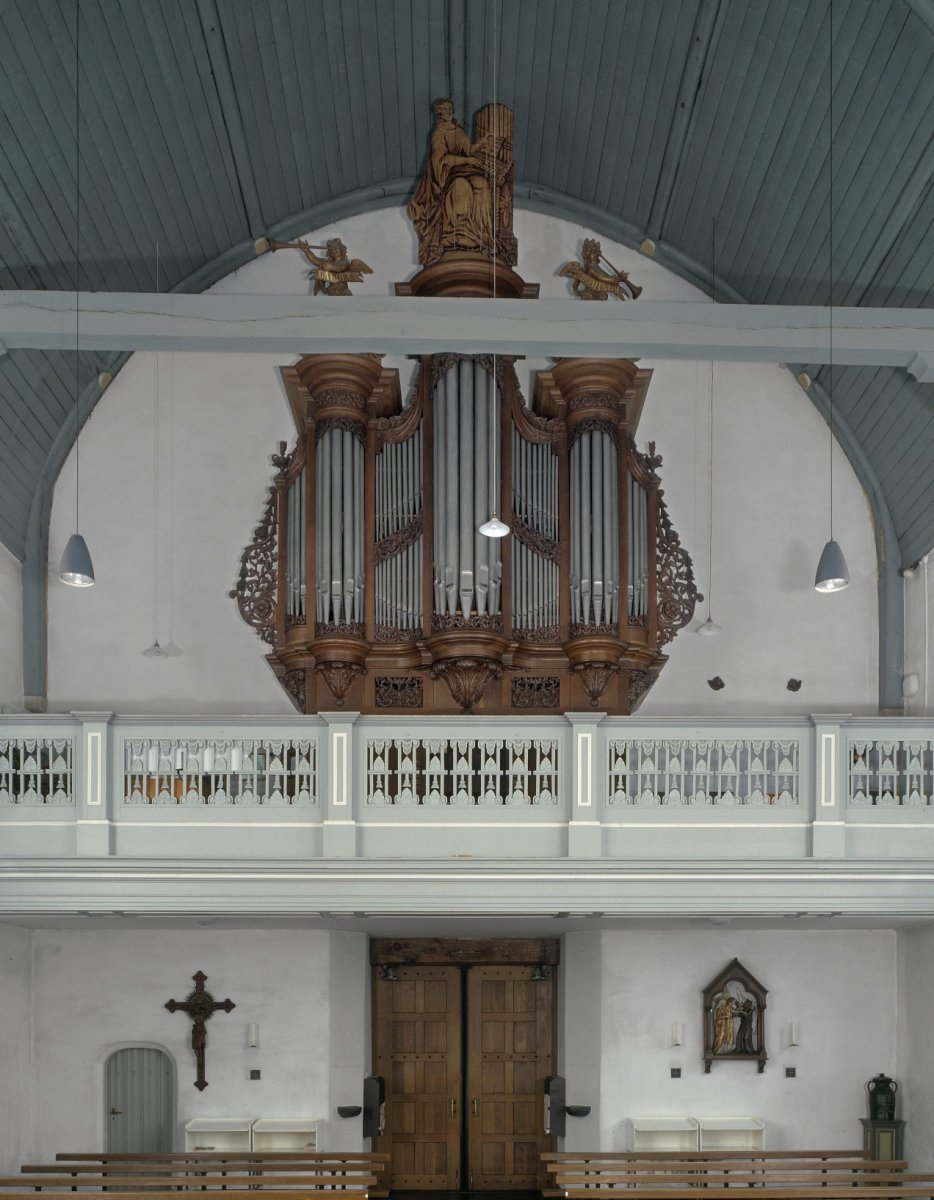
Het Vollebregtorgel uit 1854 in de Sint-Genovevakerk te Breugel
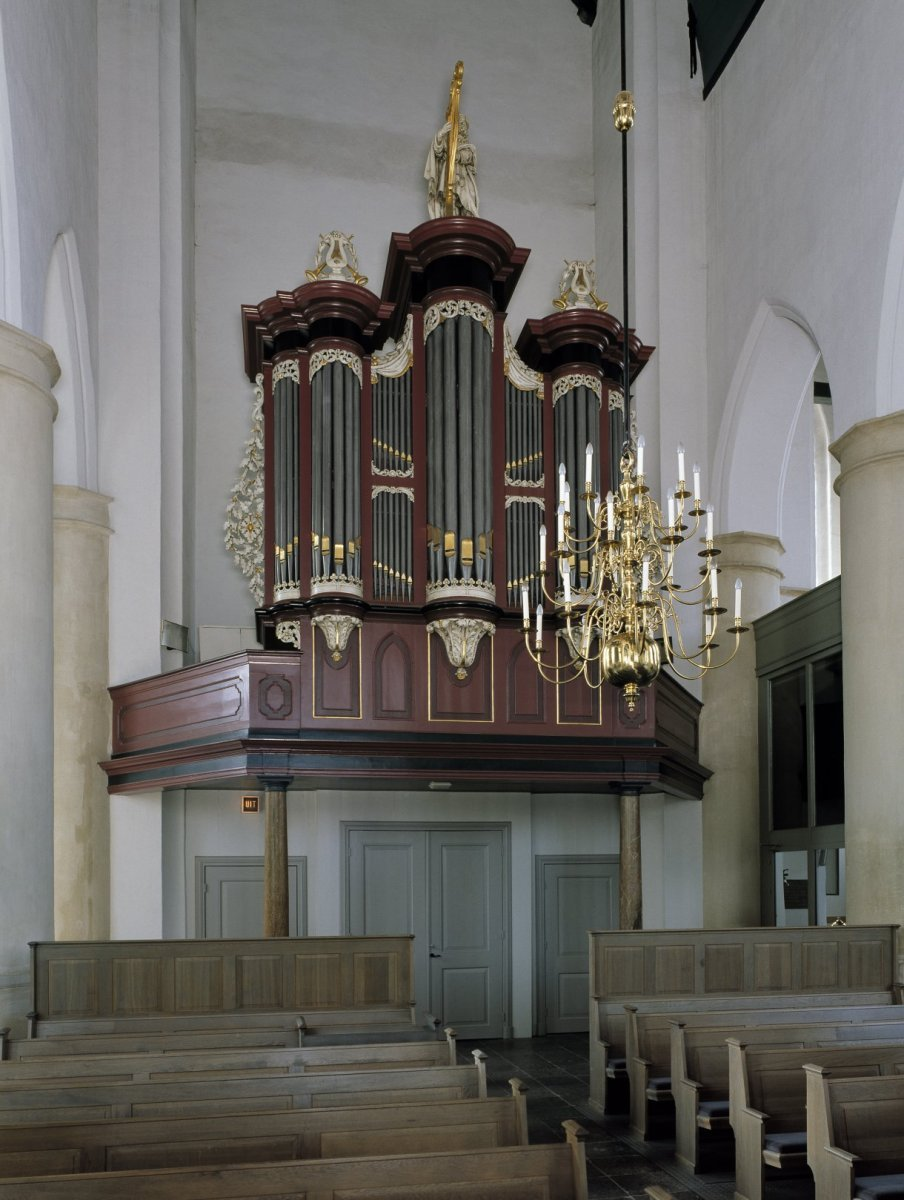
Het Vollebregtorgel uit 1861 in de Geertruidskerk te Geertruidenberg
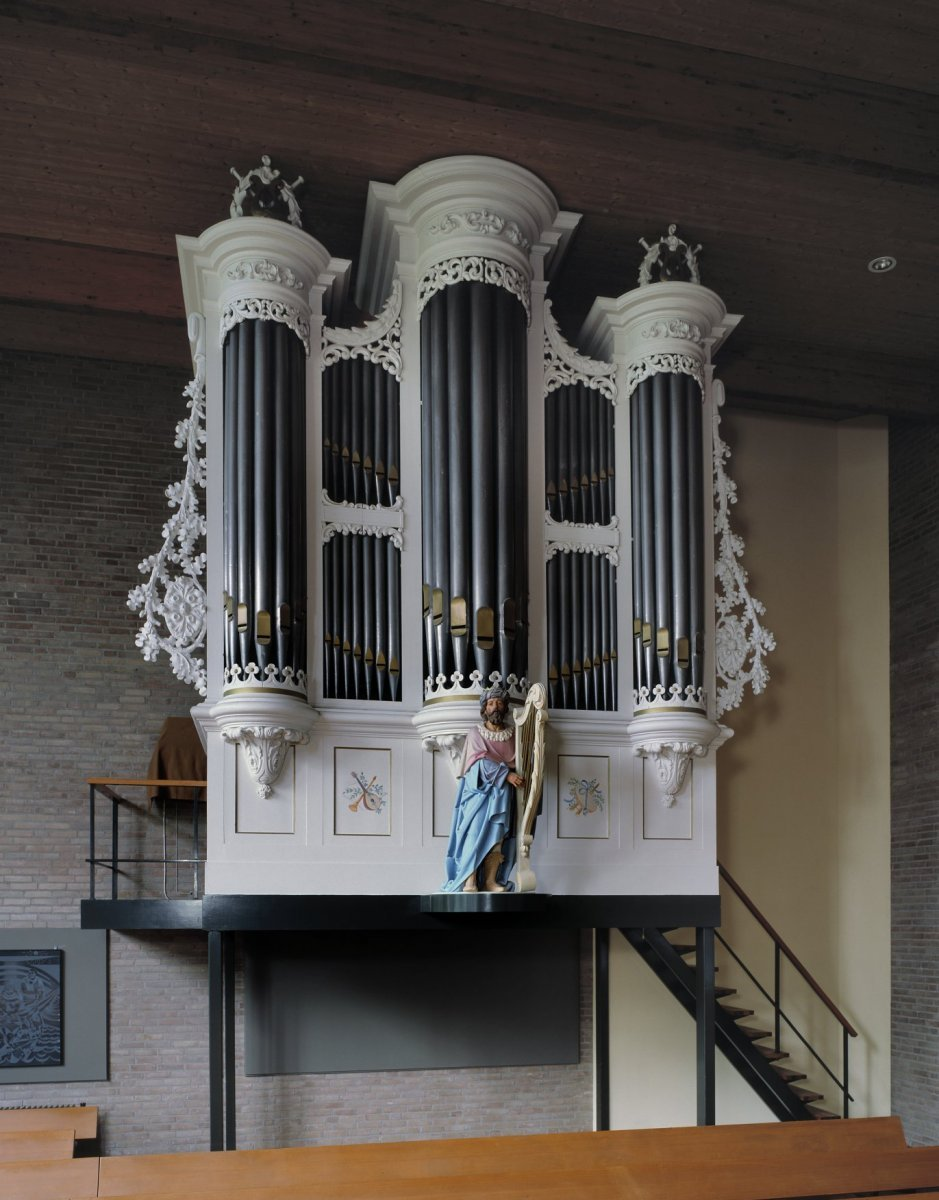
Vollebregtorgel uit 1862 in de Opstandingskerk te Wissenkerke

Adema · Gebroeders Van der Aa · Jacobus Armbrost · Bakker & Timmenga · Johann Bätz · Jonathan Bätz · Joseph Binvignat · Sander Booij · Martin Butter · Van Dam · Matthijs van Deventer · Geert Pieters Dik · Johannes Duyschot · Roelof Barentszn Duyschot · Bernhardt Edskes · Marten Eertman · Gerardus Elberink · Elbertse · Antoon van Elen · Flentrop · Dirk Flentrop · Heinrich Hermann Freytag · Rudolf Garrels · Justus Geerkens · Pieter Geerkens · Gradussen · Albertus van Gruisen · Willem van Gruisen · Nicolaas van Hagen · Willem Hardorff · Hendrik Hermanus Hess · Jan van den Heuvel · Jan Adolf Hillebrand · Albertus Antoni Hinsz · Bernard Petrus van Hirtum · Nicolaas van Hirtum · Cornelis Hoornbeek · Klop Orgels & Klavecimbels · Hermanus Knipscheer · Johan Frederik Kruse · Ernst Leeflang · Lohman · Jan van Loo · Michaël Maarschalkerweerd · Pieter Maarschalkerweerd · Abraham Meere · Roelf Meijer · Michaël Mercator · Carl Friedrich August Naber · Familie Niehoff · Cornelis van Oeckelen · Petrus van Oeckelen · Detlef Onderhorst · Pels & Van Leeuwen · Pereboom & Leijser · Elbert Pluer · Radersma · Joachim Reichner  · Reil · Cornelis Rogier · Mense Ruiter · Conradus Ruprecht II · Hans Wolff Schonat · Franciscus Cornelius Smits · Frans Casper Snitger · Johannes Stephanus Strümphler · Johannes Wilhelmus Timpe · Valckx & Van Kouteren · Kam & Van der Meulen · Henk Veeningen · Matthijs Verhofstadt · Vermeulen · Verschueren · Johannes Vollebregt · Jacobus Vollebregt · Van Vulpen · Christian Gottlieb Friedrich Witte · Johan Frederik Witte · Lodewijk Ypma · Jacobus Zeemans
Zuid-Nederlands orgelbouwer (voor 1830)